# Gipsófilo
Gipsófilo es un tipo de vegetación característica de los suelos yesosos. En estos suelos predominan iones de magnesio y calcio. Estos sulfatos pueden estar enriquecidos con cloruros, si son de origen marino, y sodio si son de origen continental.
Son comunidades vegetales dominadas por caméfitos, pequeños arbustos y gramíneas. 
A menudo encontramos una costra liquénica en estos suelos. Aunque dentro de la vegetación gipsófila (aparte del clima) podemos encontrar sutiles diferencias dependiendo de la naturaleza de los yesos que influyen en la composición florística de esta vegetación.
Algunos representantes de este tipo de vegetación son: Centaurea hyssopifolia, Gypsophila struthium, Jurinea pinnata, Launaea pumila, Lepidium subulatum, Ononis tridentata y Thymus lacaitae.
- Datos: Q5880215